# Tizapán el Alto
Tizapán el Alto là một đô thị thuộc bang Jalisco, México. Năm 2005, dân số của đô thị này là 19076 người.